# Amatori Novara
L'Amatori Novara è stata una squadra di hockey su pista di Novara presente fin dagli anni '50.

## Storia
La squadra nacque come vivaio dell'Hockey Novara, che cambiò denominazione alla squadra del CRAL Montecatini neopromossa in Serie C e la affidò al dirigente Pierino Rizzotti.
Nell'Amatori Novara sono cresciuti o hanno militato giocatori come Franco Mora, Renzo Zaffinetti (capocannoniere della Serie A 1960 con questa Società) e Claudio Ghione giocatore e allenatore. La squadra disputò in crescendo prima il Campionato di Serie C e poi via via Serie B e tre stagioni in Serie A insieme all'Hockey Novara dal 1959 al 1961, piazzandosi rispettivamente all'ottavo, quarto e quinto posto finale. Rinunciò alla Serie A nel 1962, alternandosi poi fra Serie B e C.
Nel 1984 fu rifondata come realtà autonoma, e ripartendo dalla Serie C arrivò a militare fino in Serie A2 nei primi anni '90. Il Presidente in quegli anni è stato Roberto Bobbio (già presidente della Rotellistica Novara negli anni '70 nonché dirigente della Sparta Novara negli anni '80), imprenditore operante nella logistica con la Società Lamperti s.r.l. con sede principale a Novara. Cercò di fondere le due società di hockey ritenendo dispersiva la presenza di tre squadre cittadine ma non fu possibile.

## Cronistoria
| Cronistoria dell'Amatori Novara |
| --- |
| - 1955 - Fondazione della S.S. Amatori Novara. - 1955 – 1º nel Girone A di Serie C, non supera il girone finale Ripescato in Serie B. Rinuncia alla Serie B e si iscrive in Promozione. - 1956 – 1º in Promozione. Promosso in Serie C - 1957 – 1º in Serie C, vince il girone finale. Promosso in Serie B - 1958 – 2º in Serie B. Promosso in Serie A - 1959 – 8º in Serie A - 1960 – 4º in Serie A - 1961 – 5º in Serie A Rinuncia alla Serie A. - 1962 – - 1963 – - 1964 – - 1965 – - 1966 – - 1967 – - 1968 – - 1969 – 1º in Serie C, vince il girone finale. Promosso in Serie B - 1970 – - 1971 – - 1972 – - 1973 – - 1974 – - 1975 – - 1976 – - 1977 – - 1978 – - 1979 – - 1979-1980 – - 1980-1981 – - 1981-1982 – - 1982-1983 – - 1983-1984 – - 1984 - Rifondazione dell'Amatori Hockey Novara. - 1984-1985 – - 1985-1986 – in Serie C. Promosso in Serie B - 1986-1987 – 4º nel girone B di Serie B. - 1987-1988 – 7º nel girone A di Serie B. - 1988-1989 – in Serie B. - 1989-1990 – in Serie B. Promosso in Serie A2 - 1990-1991 – in Serie A2. Retrocesso in Serie B Al termine della stagione 1990-1991 cessa l'attività. |

## Strutture
L'Amatori Novara giocava alla pista all'aperto in viale Buonarroti e poi al Palasport Dal Lago.